# Јован Мановић
Јован Мановић (Сплит, 13. мај 1977 — Београд, 9. мај 2007) био је хрватски кошаркаш српског порекла.

## Биографија и каријера
Рођен је 1977. године у Сплиту. Његови родитељи такође су били кошаркаши, отац Михајло Мановић, а мајка Ханија Ерцег.
Мановић је убијен у кафићу 9. маја 2007. у Београду. Истрагом је утврђено да је грешком убијен у сукобу две београдске нарко-банде. Права мета је требало да буде близак пријатељ српског нарко-боса познатог у Европи.
Сахрањен је на Новом бежанијском гробљу у Београду.
Професионалну каријеру започео је 1995. године, као плејмејкер играо је за АДО Оваренс, Португал Телеком, Алкар, ЖДА Дижон, Сплит, Македоникос и Приштину.